# Robinsonprojectie
De Robinsonprojectie werd in 1963 gepresenteerd door Dr. Arthur H. Robinson. Het wordt een pseudocilindrische projectie genoemd vanwege de rechte parallellen, waarlangs de meridianen op gelijke onderlinge afstand zijn verdeeld. De centrale meridiaan (de nulmeridiaan) is een rechte lijn, de overige meridianen zijn gekromd.
Robinson paste de vorm van de projectie aan door de verticale en horizontale schaal te variëren met de breedtegraad volgens een tabel die hij net zo lang verfijnde tot het resultaat er naar zijn smaak het beste uitzag. De meeste andere projecties zijn gebaseerd op een of andere wiskundige formule. Er zijn ook verschillende formules gepubliceerd die de tabel van Robinson benaderen.
De Robinsonprojectie was tussen 1988 en 1998 de standaardprojectie voor wereldkaarten in publicaties van de National Geographic Society.

## De tabel
Uitgaand van de equidistante cilinderprojectie wordt de breedte en de hoogte van de kaart verschaald als functie van de geografische breedte, volgens onderstaande tabel:
| Breedte | PLen   | PPos   |
| ------- | ------ | ------ |
| 00      | 1.0000 | 0.0000 |
| 05      | 0.9986 | 0.0620 |
| 10      | 0.9954 | 0.1240 |
| 15      | 0.9900 | 0.1860 |
| 20      | 0.9822 | 0.2480 |
| 25      | 0.9730 | 0.3100 |
| 30      | 0.9600 | 0.3720 |
| 35      | 0.9427 | 0.4340 |
| 40      | 0.9216 | 0.4958 |
| 45      | 0.8962 | 0.5571 |
| 50      | 0.8679 | 0.6176 |
| 55      | 0.8350 | 0.6769 |
| 60      | 0.7986 | 0.7346 |
| 65      | 0.7597 | 0.7903 |
| 70      | 0.7186 | 0.8435 |
| 75      | 0.6732 | 0.8936 |
| 80      | 0.6213 | 0.9394 |
| 85      | 0.5722 | 0.9761 |
| 90      | 0.5322 | 1.0000 |

De eerste kolom van de tabel is de geografische breedte in graden, de tweede de lengte van de parallel op die breedte en de derde kolom de afstand van de parallel tot de evenaar. Voor de juiste verhoudingen moet de laatste kolom nog vermenigvuldigd worden met 0.5072.